# Armando González (Fußballspieler, 2003)
Armando González Alba (* 20. April 2003 in Celaya, Guanajuato) ist ein mexikanischer Fußballspieler, der im offensiven Mittelfeld bzw. in der Sturmreihe einsetzbar ist.

## Leben
González wurde im Januar 2018 in den Nachwuchsbereich des Club Deportivo Guadalajara aufgenommen und hatte seine ersten Einsätze als Erwachsenenspieler für dessen Farmteam Club Deportivo Tapatío, für das er sein erstes Punktspiel am 18. November 2020 in einem Heimspiel der zweitklassigen Liga de Expansión MX gegen die Pumas Tabasco (4:2) bestritt.
Seinen ersten Einsatz in der höchsten mexikanischen Spielklasse hatte González am 13. Januar 2024 für den Mutterverein in einem Heimspiel gegen Santos Laguna (1:1), als er fünf Minuten vor Spielende für José Juan Macías eingewechselt wurde. 